# Rychwał
Rychwał é um município da Polônia, na voivodia da Grande Polônia e no condado de Konin. Estende-se por uma área de 9,7 km², com 2 357 habitantes, segundo os censos de 2016, com uma densidade de 243,0 hab/km².